# Klutiana
Klutiana is een geslacht van insecten uit de orde vliesvleugeligen (Hymenoptera) en de familie Ichneumonidae.

## Soorten
- K. baguionensis (Baltazar, 1961)
- K. brevipetiolata Gupta, 1980
- K. brevistriata (Kusigemati, 1983)
- K. compressa Betrem, 1933
- K. convexa (Baltazar, 1961)
- K. erugata Gupta, 1980
- K. fulvipes (Baltazar, 1961)
- K. hemitelina (Seyrig, 1935)
- K. insularis (Baltazar, 1961)
- K. jezoensis (Uchida, 1957)
- K. khasiana Gupta, 1980
- K. pentagona (Momoi, 1970)
- K. reticulata (Baltazar, 1961)
- K. rubens (Kusigemati, 1983)
- K. takemotoi (Kusigemati, 1983)
- K. townesi (Baltazar, 1961)